# Robert Crawshaw
Robert Crawshaw (ur. 6 marca 1869 w Bury, zm. 14 września 1952 w Burnley) – brytyjski sportowiec, olimpijczyk.
Zdobył złoty medal drużynowo w piłce wodnej podczas Letnich Igrzysk Olimpijskich 1900 w Paryżu. Brał również udział w wyścigu pływackim na 200 m stylem dowolnym, gdzie zajął 4. miejsce oraz na 200 m stylem grzbietowym, gdzie odpadł w eliminacjach.